# Ленду
Ле́нду (валенду, бале, балегу) — народ в Демократической Республике Конго численностью около 700 тыс. человек. Традиционно обитает на северо-западном берегу озера Альберт.

## Распространение языка
Язык ленду используется на крайнем северо-востоке Демократической Республики Конго. Ленду делится на две языковые группы: северную (бале-да) и южную (дру). Предположительно, ленду обитали на этой территории еще в XVIII веке, и тогда существовала только одна группа. Позже племена биру, пришедшие с юго-востока, оказали влияние на южные племена ленду, вследствие чего образовался южный диалект. Северные же поселения ленду практически не взаимодействовали с биру (Hertsens 1940: 268).

## Обитание
С запада озеро Альберт окружено крутыми склонами, что делает традиционное место обитания этого народа очень труднодоступным (Editors 1887: 605). Ленду обитают в ульеобразных жилищах, поселения разбросаны. Основная традиционная форма социальной организации — патриархальная большесемейная община, брак вирилокальный.

## Основные занятия
Ленду занимаются подсечно-огневым земледелием, выращивают кукурузу, бобовые, просо, кунжут и т. д. Разведение мелкого рогатого скота существовало в северной части Западной Африки на протяжении значительного времени. По словам К. Эрета, именно ленду и другие представители Центральной Суданской языковой группы принесли скотоводство в эту часть Африки (Ehret 1967: 1). Также ленду занимаются рыболовством и собирательством.
Что касается ремесла, ленду изготовляют деревянную и глиняную посуду, плетут циновки и корзины из волокон пальмы традиционно с геометрическом рисунком.

## Обычаи
В пищу употребляется рыба и растительные продукты: каши из проса, кукурузы и ямса. Традиционно мужчины носят набедренные повязки, а женщины — передники.
Придерживаются традиционных верований: культы предков, духов природы, верят в магию и колдовство. Также имеется свой музыкальный фольклор.